# Club Bàsquet Institució Montserrat
El Club Bàsquet Institució Montserrat, conegut pel seu acrònim BIM, és un club de bàsquet amb seu al barri de Sants, al districte de Sants-Montjuïc de la ciutat de Barcelona.
El club va ser fundat amb el nom Agrupació Escolar de l'Institut Montserrat per alumnes de l'Institut Montserrat de Sants l'any 1930. Fou un dels clubs fundadors de l'Agrupació de Basquetbol de Catalunya on jugà quatre temporades. El 1934 adopta el nom Renaixement Basket Ball i l'any 1936 es proclamà campió del campionat de l'Agrupació.
L'any 1939 va haver de canviar el nom perquè el nom Renaixement no agradà a les autoritats franquistes, esdevenint Club Bàsquet Institució Montserrat. Els anys 1941 i 1942 organitzà un torneig, on es premiaven certes habilitats en el llançament a cistella, anomenat Competición de Ases. Durant les dècades de 1940 i 1950 fou un club habitual en la primera divisió del Campionat de Catalunya. Als anys seixanta incorporà la secció femenina, on destacà Neus Bartran. Les dècades posteriors passà a l'àmbit amateur i en el bàsquet de promoció.